# Jabłuneć
Jabłuneć (ukr. Яблунець) – osiedle typu miejskiego na Ukrainie w rejonie zwiahelskim (do 2020 w rejonie emilczyńskim) obwodu żytomierskiego.
Znajduje tu się stacja kolejowa Jabłuneć, położona na linii Korosteń – Zwiahel.